# Pachyornis elephantopus
Il Pachyornis elephantopus o moa elefantino è una specie di moa, un ordine estinto di grandi uccelli incapaci di volare che vivevano in Nuova Zelanda.
Il Pachyornis elephantopus fa parte del genere Pachyornis, questo moa era diffuso solo sull'Isola del Sud e il suo habitat erano le pianure dell'isola ad est delle Alpi meridionali. Era un ratite e un membro dell'ordine Struthioniformes, uccelli con uno sterno privo di carena. L'origine di questi uccelli sta diventando più chiara poiché si ritiene che i loro antenati fossero in grado di volare e che giunsero in volo nelle zone di ritrovamento.
Il moa elefantino era alto circa 1,8 metri e pesava fino a 145 kg. 

## Ritrovamenti
Il moa elefantino è stato scoperto ad Awamoa, vicino a Oamaru da Walter Mantell che ne portò le ossa in Inghilterra. Le ossa di più esemplari sono state qui utilizzate per comporre uno scheletro completo che è stato poi esposto al British Museum.  Il nome Dinornis elephantopus fu attribuito dal paleontologo Richard Owen.

## Distribuzione e habitat
Il moa elefantino è stato rinvenuto solo sull'Isola del Sud della Nuova Zelanda. L'habitat comprendeva gran parte del lato orientale dell'isola, con delle varianti della specie presenti nella parte settentrionale e meridionale dell'area.
Si trattava soprattutto di una specie presente in pianura, preferendo habitat asciutti e aperti quali prati, arbusti e foreste secche. Erano assenti dagli habitat subalpini e montani dove invece era presente il Pachyornis australis (moa crestato).
Durante la fase di riscaldamento tra pleistocene e olocene, il ritiro del ghiacci consentì l'ampliamento dell'habitat preferito dai moa elefantini e la loro distribuzione sull'isola aumentò.